# Jean Baptiste Bessières
Jean-Baptiste Bessières (Prayssac, Òlt, 6 d'agost de 1768 - Weißenfels, Saxònia, 1 de maig de 1813) Militar francès, mariscal de l'Imperi i duc d'Ístria.

## Biografia
Fill d'un cirurgià-barber que guaria les malalties a la seva comunitat. El 1791, encetà la seva carrera militar a la Guàrdia Constitucional de Lluís XVI i va provar de defensar-lo en l'atac a les Teuleries. Din de l'exèrcit republicà va prendre part a la campanya d'Itàlia. Lluità a la batalla de Rivoli i mercès als seus mèrits rebé el grau de major.

## Carrera militar
Feu la campanya d'Egipte amb Napoleó I, participà en el setge de Sant Joan d'Acre i la batalla d'Abukir. Tornà a Itàlia per fer la segona campanya dels exèrcits francesos. Després de la batalla de Marengo fou nomenat general de brigada i el 1802 general de divisió. Finalment, rebé el càrrec de mariscal de l'Imperi l'any 1804, comandant de la Cavalleria de la Guàrdia l'any següent i Gran Oficial de la Legió d'Honor el 1805. Combaté a les batalles d'Austerlitz, Jena, Eylau, Aspern-Essling (on tingué un paper destacat) i Wagram.
Fou destinat a Espanya, on va vèncer Ramón Patiño, el comte de Belveder a la batalla de Gamonal i als generals Cuesta i Blake a les batalles de Cabezón i Medina de Rioseco. Va prendre les viles de Logronyo, Torquemada i Segòvia i derrotà el general Palafox a Épila durant el primer setge de Saragossa. Fou, però, un dels responsables de la pèrdua de Portugal per no haver donat suport a Masséna davant el duc de Wellington.
Va prendre part en la campanya de Rússia, on tingué un paper important. Va cobrir la retirada de Moscou.

## Mort
Morí la vigília de la batalla de Lützen en 1813, mentre feia un reconeixement com a comandant en cap de la cavalleria imperial.